# Gülnar
Gülnar és una ciutat de Turquia, capital del districte de Gülnar, a la província de Mersin. Està a uns 150 km al sud-oest de Mersin, en un altiplà de les muntanyes del Taure, a unes terres amb molta vinya i prats verds. El districte té una superfície de 16.690 km² i una població de 33.714 habitants. Gülnar fou una ciutat dels karamànides i una de les capitals a la part final de l'estat (1475-1487).